# 花药寺

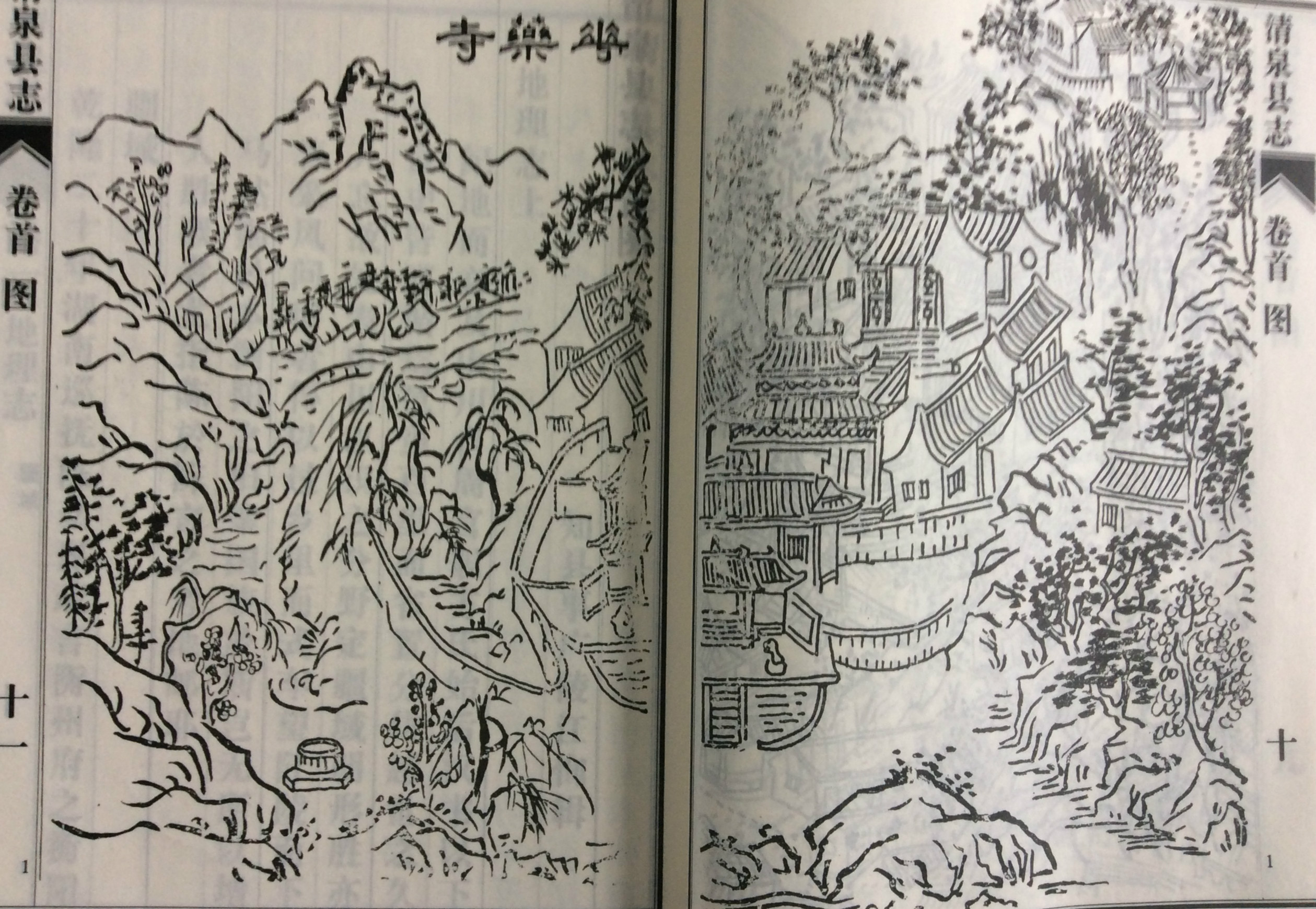
乾隆癸未年《清泉县志》上绘制的花药寺

花药寺原建于湖南省衡阳市岳屏山，为衡阳八景之一的“花药春溪”，文革中被拆除，现仅有一块“花药春溪”景观的汉白玉碑石碑刻在衡阳市动物园天鹅湖东南角。2012年，衡阳市民族宗教界人士座谈会讨论过重建花药寺的事宜，但至今未果。

## 历史沿革
花药寺的后殿在衡阳保卫战期间是两军战场之一。文革时期，花药寺遭到红卫兵破坏，一名寺僧投井自杀，天王殿佛像全部被毁。1971年，花药寺被拆毁，改建展览馆，后为衡阳市文艺学校。花药寺的后殿如今衡阳市动物园所在地，近年动物园工作人员两度在动物园内发现了当年战争所留的子弹和小钢炮。

## 景观
花药寺西有“春溪井”，井水倒映寺上的雕龙画像，故有“花药春溪龙现爪”诗句。寺里有梅雪堂，僧人憨山在堂内有题诗。